# Rue Küss
La rue Küss est une voie du 13e arrondissement de Paris, en France.

## Situation et accès

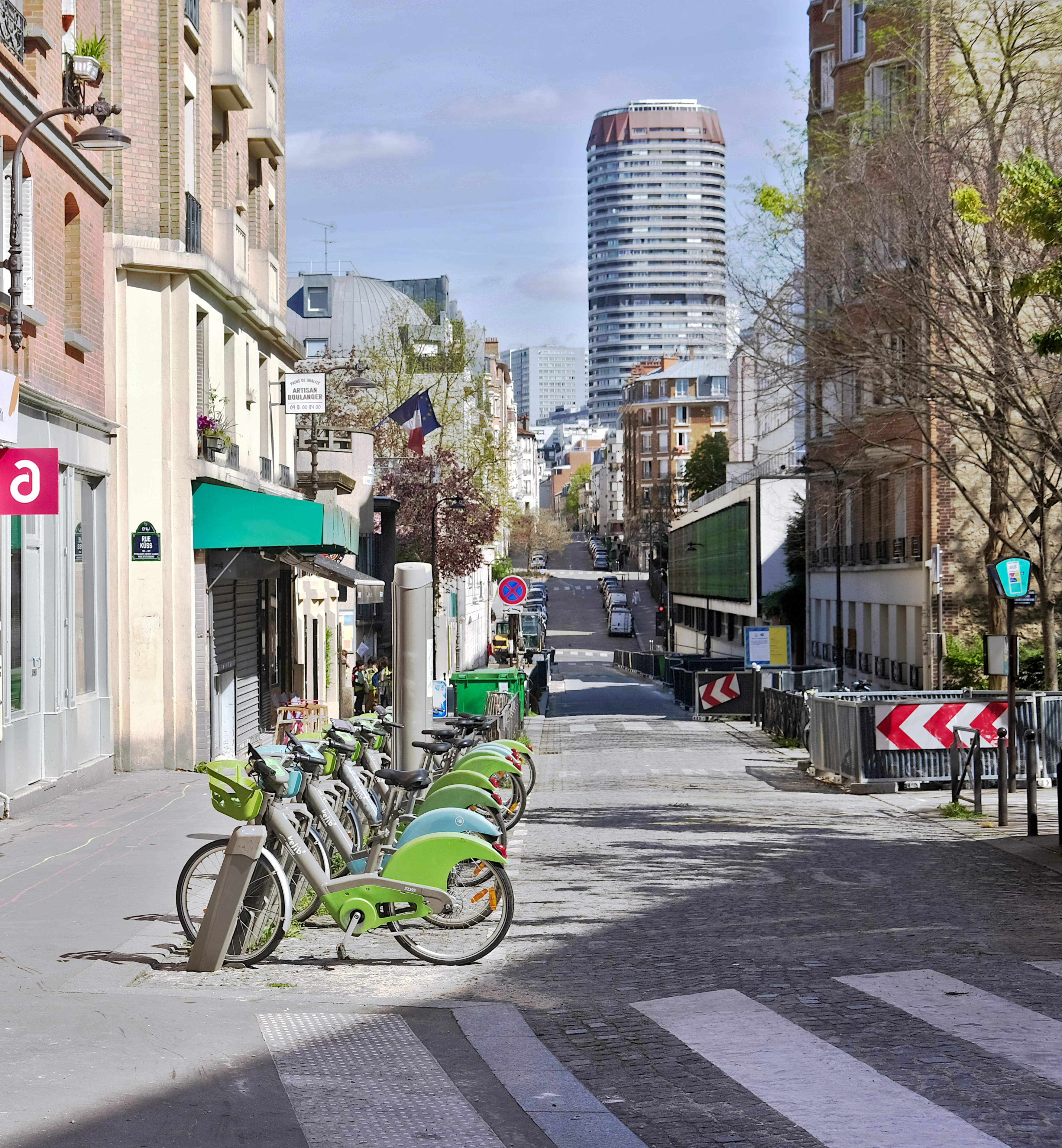
La rue Küss en 2024, vue depuis la rue Brillat-Savarin.

La rue Küss est une voie publique située dans le 13e arrondissement de Paris. Elle débute au 38, rue des Peupliers et se termine au 14, rue Brillat-Savarin.

## Origine du nom
La rue est nommée en honneur de l'ancien maire de Strasbourg, Émile Küss (1815-1871).

## Historique
La rue prend sa dénomination actuelle, par anticipation, le 10 novembre 1885 alors qu'elle n'est toujours qu'en projet en 1886. Elle est totalement ouverte après 1910.

## Bâtiments remarquables et lieux de mémoire
- No 8-10 : groupe scolaire construit entre 1932 et 1934 par l'architecte Roger-Henri Expert, inscrit au titre des monuments historiques depuis le 15 juillet 1997[3]. La disposition architectural de cette école permet, selon les visions sanitaires de l'époque de lutter contre la tuberculose. Le toit-terrasse peut servir de cour de récréation toujours ensoleillée, et des balcons sont aménagés à chaque niveau pour multiplier les occasions de prévenir la maladie, qui fit des ravages jusqu'après guerre, dans des populations parisiennes au statuts très modestes et vivant dans de mauvaises conditions (densité, accès à l'eau courante, etc...)[4].

Groupe scolaire.
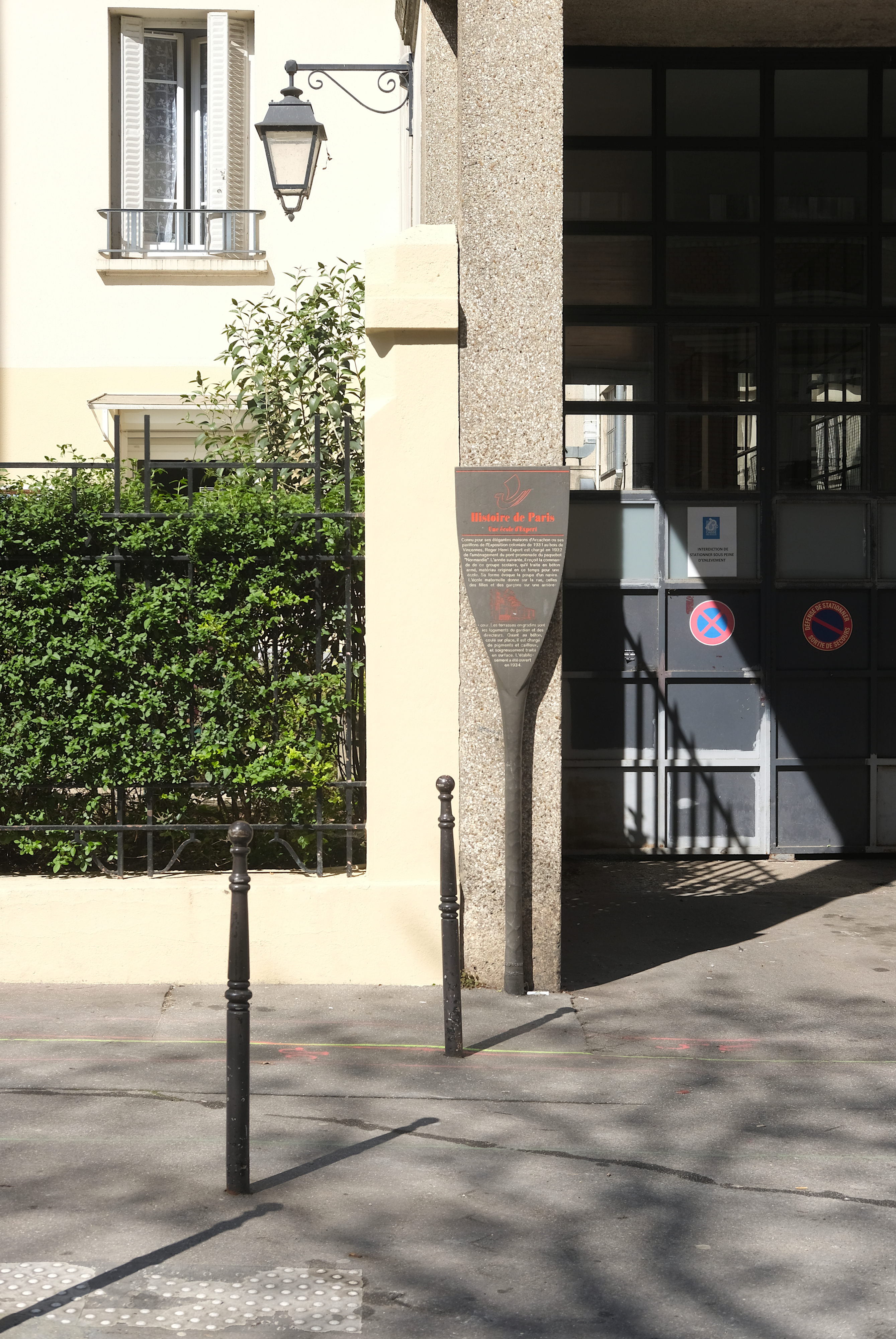
Panneau Histoire de Paris attaché à ce groupe scolaire.